# Sibley (Dakota du Nord)
Pour les articles homonymes, voir Sibley.
La ville de Sibley est située dans le comté de Barnes, dans l’État du Dakota du Nord, aux États-Unis. Lors du recensement de 2010, sa population s’élevait à 30 habitants.

## Histoire
Sibley a été fondée en 1959.

## Démographie
| 1960 | 1970 | 1980 | 1990 | 2000 | 2010 |
| ---- | ---- | ---- | ---- | ---- | ---- |
| 22   | 20   | 21   | 41   | 46   | 30   |

## Source
- (en) Cet article est partiellement ou en totalité issu de l’article de Wikipédia en anglais intitulé « Sibley, North Dakota » (voir la liste des auteurs).